# Julius Friedrich Koeler

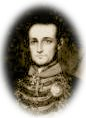
Major Julius Friedrich Koeler

Julius Friedrich Koeler (* 16. Juni 1804 in Mainz; † 21. November 1847 in Petrópolis) war ein deutscher Ingenieuroffizier und Architekt im Kaiserreich Brasilien. Mit einem System der Schuldknechtschaft baute er die Residenzstadt Petrópolis auf.

## Leben
Julius Friedrich war der Sohn des  Botanikers und Arztes Georg Ludwig Koeler und der Elise Amelung. Mit Genehmigung seiner Kirche heiratete der Lutheraner am 24. Februar 1830 Maria do Carmo Rebelo de Lamare, mit der er einen Sohn Rodrigo hatte.
Koeler wurde in der Festung Mainz, im damals französischen Mayence, geboren. Er erhielt im preußischen Heer eine Ausbildung im Fortifikationswesen und diente dort bis 1825 als Genieoffizier. 1828 nahm er auf Anwerbung durch den Agenten Georg Anton Schäffer einen Posten als Offizier mit dem Rang eines Oberleutnants im kaiserlichen brasilianischen Heer an, die die Loslösung Brasiliens von der portugiesischen Kolonialmacht festigen sollte. Der Deutschbrasilianer Koeler trat nach seiner Einbürgerung als Zivilingenieur in den Dienst der Provinz Rio de Janeiro ein.
Im Jahr 1833 wurde er wieder in die Armee aufgenommen. Die Teilnahme an mehreren großen Infrastrukturprojekten, wie die Straße, die die damalige Hauptstadt Niterói mit Paraíba do Sul im Norden des Bundesstaates verband. Dort stieg er 1842 in den Rang eines Majors auf.
Nach dem Eintritt in die Dienste des brasilianischen Kaisers Dom Pedro I wurde er 1843 von dessen Sohn Dom Pedro II. zusammen mit dem Majordomus des kaiserlichen Haushalts mit der Errichtung einer Sommerresidenz beauftragt, welche die Stadt Petrópolis stark aufwertete. Ein historischer Stadtplan vom September 1846 lässt die regionale deutsche Herkunft der Kolonisten durch die Namensgebung der zwölf Koloniequartiere erkennen. Die deutschen Einwanderer, die unter Eingehung achtjähriger Schuldverträge an der Errichtung arbeiteten, lebten in großem Elend. Es handelte sich um Schuldknechtschaft, denn diejenigen, denen es nicht gelang, während der Laufzeit des Schuldverhältnisses Abzahlung zu leisten, wurden vertrieben und verloren ihren Anspruch.
1847 wurde bei C. Schünemann in Bremen eine Denkschrift, Sr. Kaiserl. Maj. Dom Pedro II. überreicht von Louis Friedrich Kalkmann und Julius Friedrich Koeler am 11. Januar 1847 in Bezug auf eine Gesellschaft, welche dieselben zur Förderung deutscher Einwanderungen zu bilden beabsichtigen, aufgelegt. „Kalkmann versuchte im selben Jahre zugleich mit dem bei Kaiser Dom Pedro II. hochangesehenen, das wärmste Interesse für die deutschen auswanderungslustigen Landsleute bekundenden Major J. F. Koeler die Brasilianer durch eine portugiesisch abgefaßte Denkschrift für die Begünstigung der deutschen Einwanderung und Bildung einer besonderen Einwanderungsgesellschaft zu erwärmen“, verlautet im Kritischen Repertorium der Deutsch-Brasilianischen Literatur von Oskar Canstatt (Berlin 1902).
Koeler starb 1847 bei einem Schussunfall. Er wurde „im August 1847, als er im Kreise von Bekannten in seinem Garten verweilte, meuchlerisch erschossen“, heißt es 1853 in Traugott Bromme‘s Hand- und Reisebuch für Auswanderer und Reisende nach Nord-, Mittel- und Süd-Amerika (S. 475). Gegen Koeler hatte es schwere Vorwürfe der Korruption und des Sexuellen Missbrauchs gegeben.